# Lichttafel

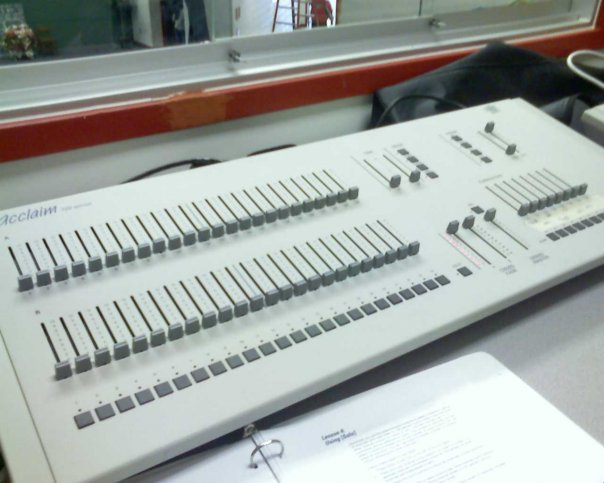
Een ETC-presettafel

Een lichttafel (ook wel DMX-paneel, lichtstuurtafel of lichtconsole) is een elektronisch apparaat dat wordt gebruikt voor het beheren van belichting.
Ze zijn in de gehele entertainment-industrie te vinden, van kleine podia/voorstellingen tot grote theaters en evenementen, film en tv.
Alle lichttafels kunnen dimmers aansturen die op hun beurt weer de intensiteit van het licht beheren, modernere tafels kunnen ook "intelligente" armaturen en apparaten aansturen zoals bewegend licht (scanners, moving heads etc.), rook- en nevelmachines, mediaservers en andere speciale effecten.
De communicatie van de tafel met de apparatuur geschiedt via een elektronisch protocol. De huidige industriestandaard is DMX-512, een digitaal protocol dat tot 512 kanalen met 8 bitswaarden per lijn aanstuurt. Andere protocollen zijn onder andere het oudere analoge 0-10 V, waarbij elke dimmer zijn aanstuurwaarde krijgt van een lijn met een spanning tussen de 0-10V (0V = 0%/uit 10V = 100%/helemaal aan). Nieuwere protocollen zijn DMX-512-A en ACN die proberen aan de eisen van de steeds geavanceerdere licht/effect-installaties te voldoen.

## Verschillende types tafels
Lichttafels zijn er in alle soorten en maten, van kleine single-presettafels tot intelligente lichtbesturingcomputers. Het doel van al deze producten is echter hetzelfde: het samenbrengen van alle lichtaansturing op een (goed) georganiseerde plek, zodat de lichtontwerper of operator zijn werk zo goed mogelijk kan doen voor de beste resultaten.

### Preset-tafels
Dit zijn de simpelste tafels en ze worden het meeste gezien in kleine installaties. Er zijn twee hoofdsoorten, de zogenaamde single-preset en de double-preset.
Een single-presettafel heeft een rij van schuifpotmeters die elk een aanstuurbaar kanaal voorstelt. Over het algemeen is er nog een extra schuif die de 'master' is waarmee een algemeen maximum wordt ingesteld (als de master op 50% staat dan zal een kanaal op 100% voor de dimmer 50% zijn en een kanaal op 50% zal voor de dimmer 25% zijn etc.).
Komt de waarde van het desbetreffende kanaal onder de 50% (master), bijvoorbeeld op 25% dan is het voor de dimmer wel 25%.
Een double-presettafels heeft twee (of meer) van dit soort rijen (scènes genoemd). Dit geeft de operator de mogelijkheid om de volgende scène voor te bereiden zonder dat de veranderingen zichtbaar zijn voor het publiek en dan met behulp van de scène/sub-masters of een crossfader de voorbereide scène met de huidige te mixen of te faden van de een naar de ander.
Afhankelijk van het soort tafel kan elk kanaal ook nog een flitsknop hebben, of de scène als geheel. Sommige tafels kunnen ook wisselen van double-preset naar single-preset, wat meestal 'wide' wordt genoemd omdat het het aantal (direct) aanstuurbare kanalen verdubbelt maar wel ten koste van de mogelijkheid om 'offline' de volgende scène voor te bereiden.
Over het algemeen wordt dit soort tafel alleen gebruikt voor conventioneel licht. Het is wel mogelijk om intelligente armaturen aan te sturen met een preset-tafel maar niet erg praktisch.
Daarom worden dit soort tafels over het algemeen alleen bij kleinere plekken gezien, DJ' s houden ook van de tafels door hun flexibiliteit en simpelheid.

### Geheugentafels

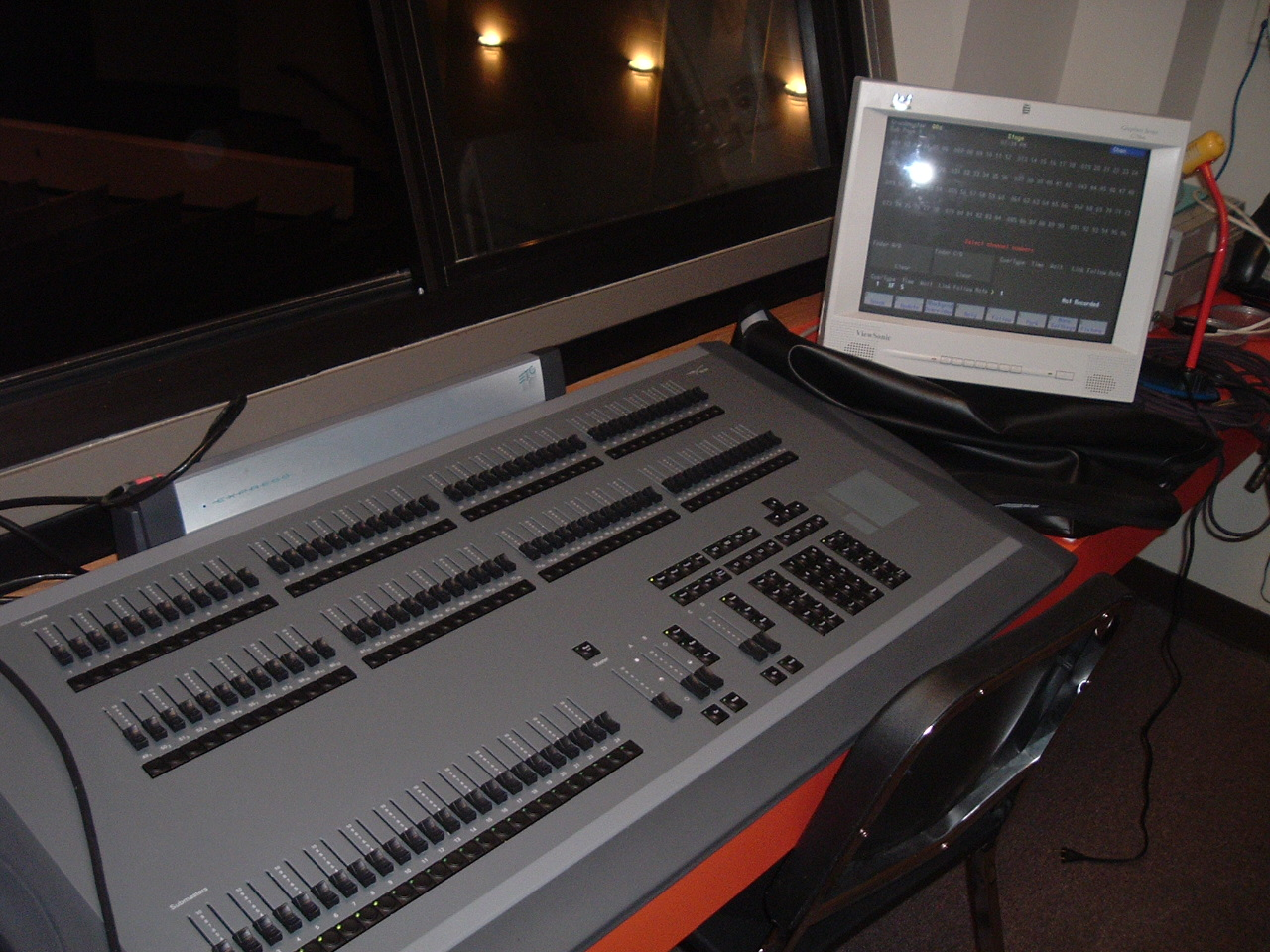
Een Express 48/96-geheugentafel van ETC, is in staat om zowel conventioneel als intelligent licht aan te sturen.

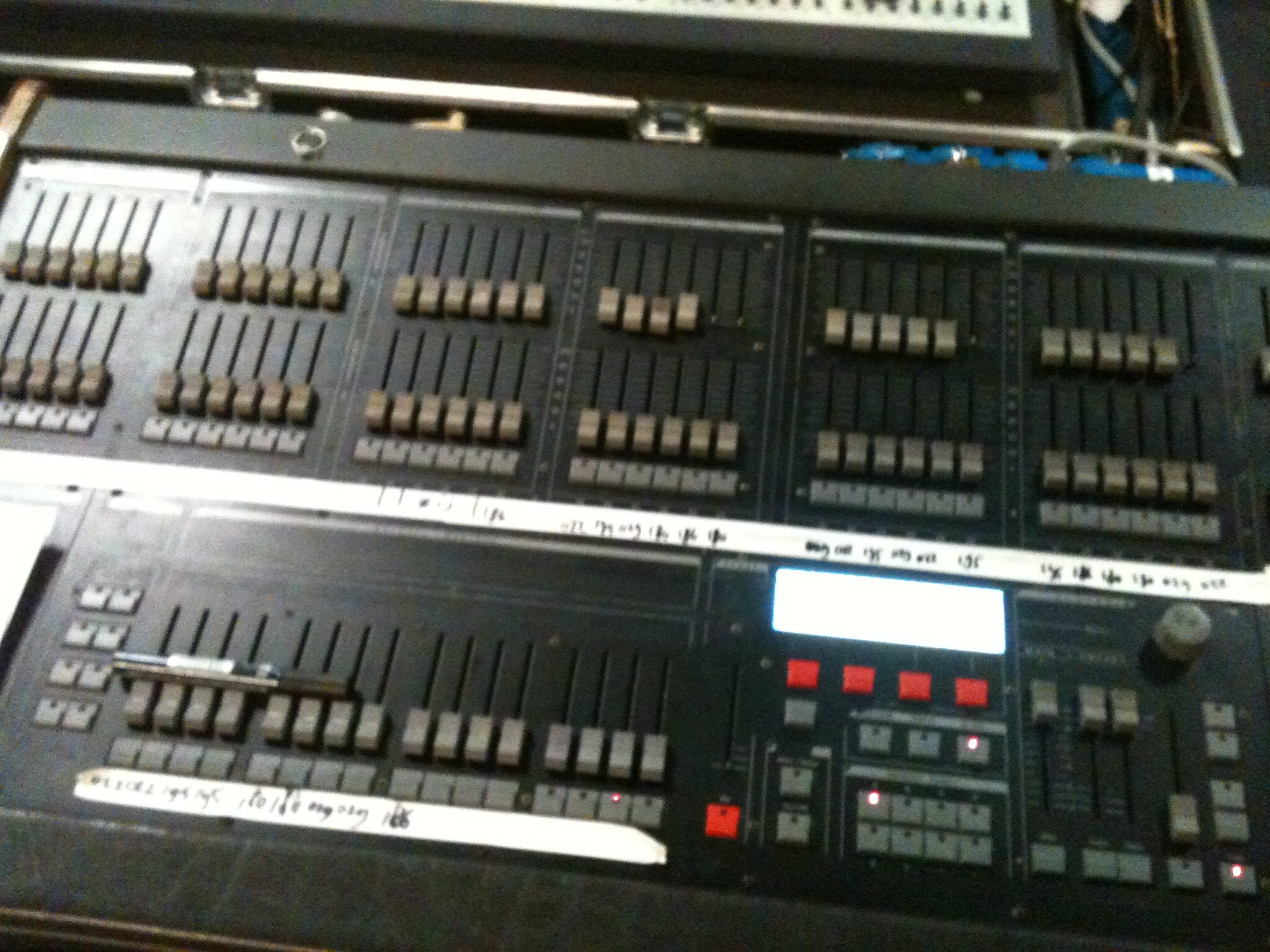
MA lighting 48/6, een geheugentafel. Bovenin de 2 'preset' banken en onderin de 'memory' (geheugen) bank.

Geheugentafels zijn de volgende stap in lichtaansturing. Waar je bij een preset-tafel de veranderingen live doorvoert kan de geheugentafel scènes opslaan en later 'terugspelen'.
Dit soort tafels is daardoor zeer populair bij theaters en andere evenementen waar de voorstelling na te zijn geprogrammeerd niet veel verandert. Het neemt een deel van het risico op menselijk falen tijdens een voorstelling weg, omdat de correcte instellingen opgeslagen staan en het nog maar een kwestie is van op tijd 'afspelen' van de opgeslagen data.
Over het algemeen kunnen betere geheugentafels meer kanalen aansturen dan dat ze schuiven hebben, en daarmee ook bewegend licht, al zijn ze niet per definitie geoptimaliseerd om met bewegend licht om te gaan.

### Bewegendlichttafels

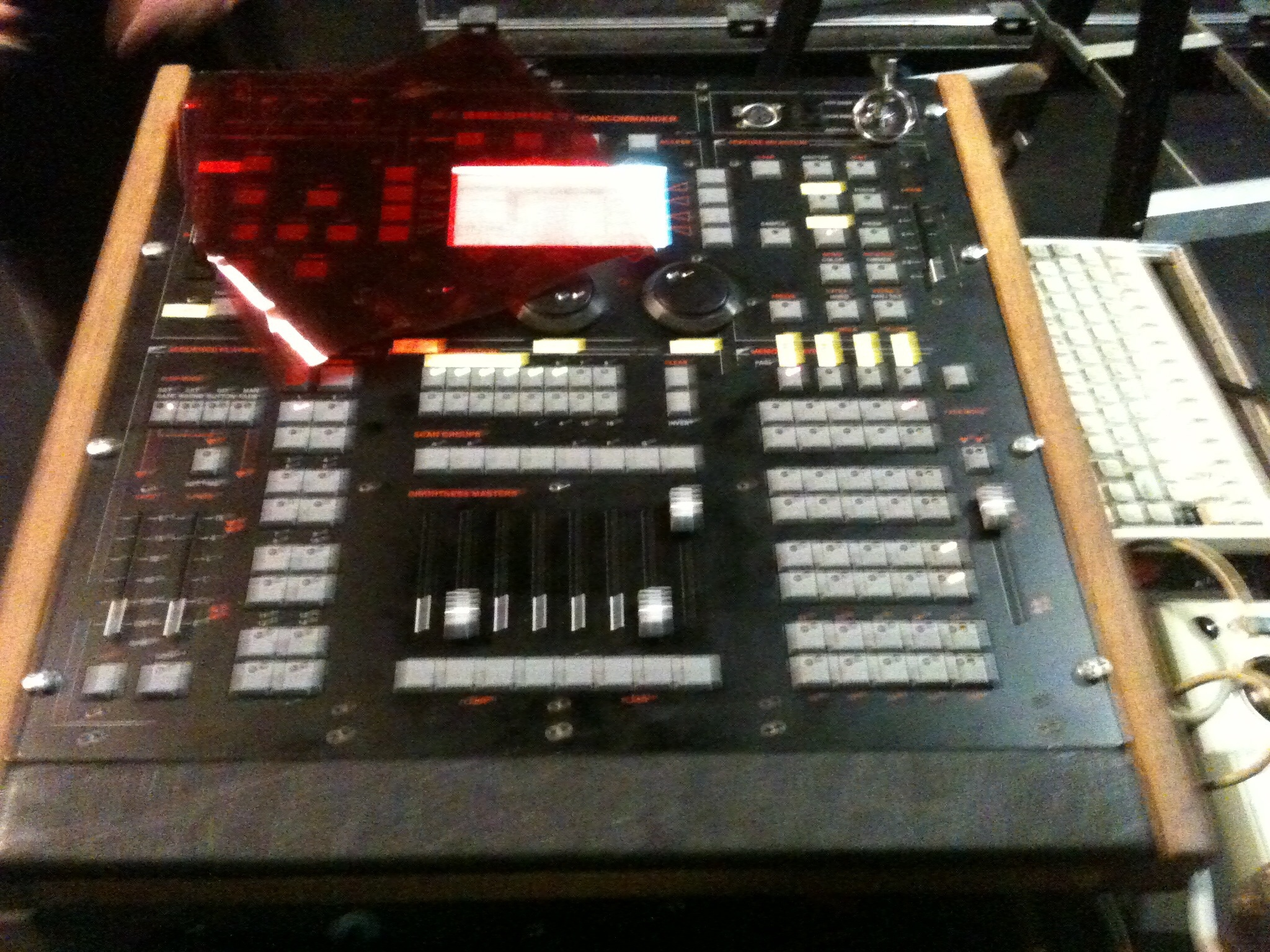
MA Scancommander, een vroege bewegendlichttafel

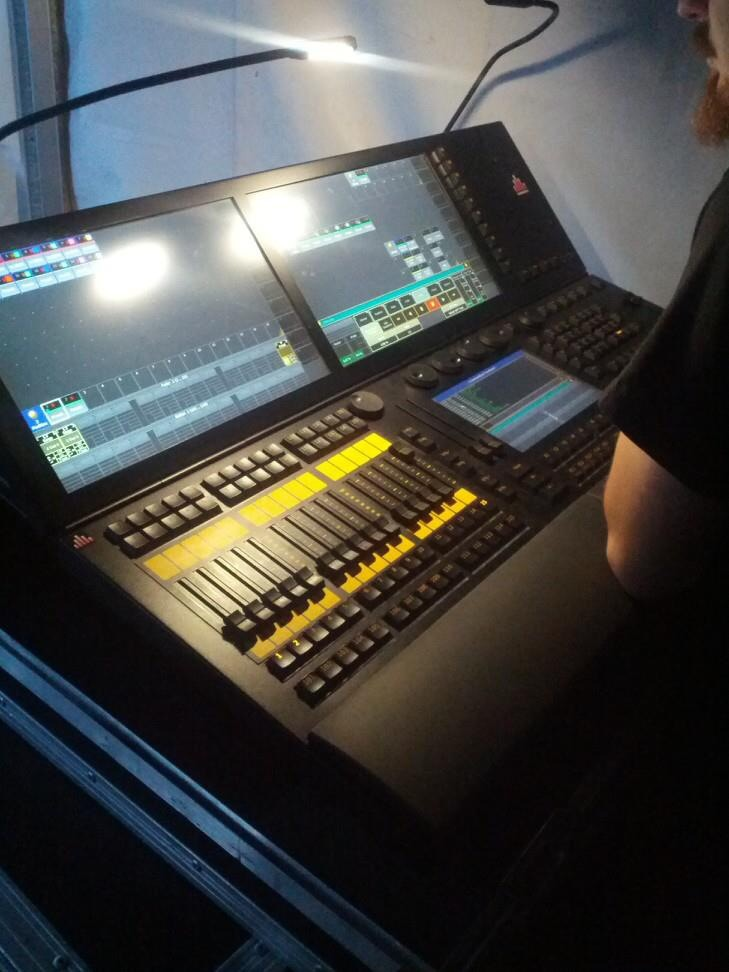
Grand MA 2, een moderne bewegendlichttafel

De volgende stap in licht tafels zijn de bewegendlichttafels. Dit zijn in feiten veel sterkere geheugentafels met optimalisaties om het aansturen van intelligent licht makkelijk en uniform te maken.
De tafel is zich 'bewust' van de verschillende typen armaturen via bibliotheken die door de fabrikant beschikbaar worden gesteld of doordat de gebruiker zelf de gegevens over de armatuur/het effect-apparaat invoert. Hierdoor hoeft de 'operator' zich niet bewust te zijn van de exacte methode hoe een armatuur draait en kan hij zich concentreren op hoever/waarheen etc. (de operator geeft de opdracht draai 10°, de tafel vertaalt dat dan naar de verandering van de DMX-waarde op de relevante kanalen).
Moderne tafels hebben vaak maar een deel van hun DMX-uitgangen op de tafel zitten en bieden nog een groot aantal extra DMX-universes aan via ethernet (ArtNET, ArtNET2 en andere gesloten protocollen) of via USB.
Dit is ook zeer nodig aangezien moderne intelligente armaturen vaak een flink deel van de adresruimte kunnen opslokken (een moving head kan tussen de 6 en 55 DMX-kanalen gebruiken afhankelijk van model etc.).
Moderne ledverlichting is ook zeer intensief in DMX-kanaalgebruik.
Vanwege dit hoge DMX-kanaalgebruik hebben deze lichttafels ook niet meer voor elk DMX kanaal een aparte schuifpotmeter. In plaats hiervan kan een 'handle' (een combinatie van een schuifpotmeter en knoppen) gebruikt worden om een 'fixture' (een armatuur met meerdere dmx kanalen) mee te bedienen. En soms kan een fixture zelfs alleen op een virtuele plek op de lichttafel opgeslagen. Hierdoor is het mogelijk om met eenzelfde (of kleiner) lichttafel-oppervlak en een kleinere hoeveelheid fysieke schuiven enorme hoeveelheden armaturen en kanalen aan te sturen.
Door de vaak flexibele en uitgebreide mogelijkheden van deze moderne tafels zijn ze echter ook veel ingewikkelder dan de preset of geheugentafels en vereisen ze vaak ook een ervarener lichtoperator.

### Computergebaseerde tafels

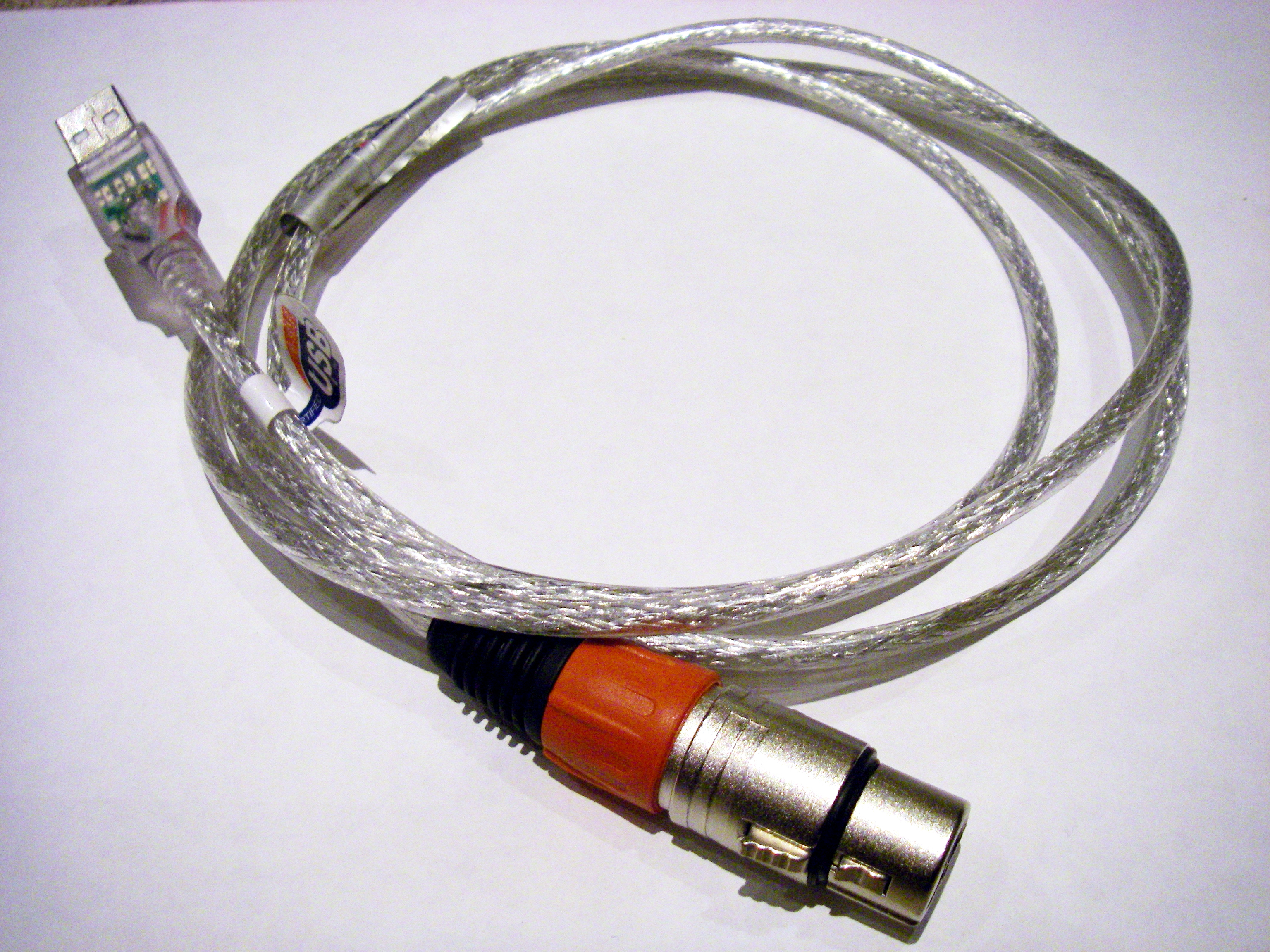
Een USB-DMX verloopstuk

Naast al deze hardwareoplossingen zijn er ook computerprogramma's beschikbaar, deze variëren van zogenaamde 'Offline Editors' van lichttafelproducenten die de gebruiker in staat stellen de voorstelling op de computer voor te bereiden tot volwaardige lichtaanstuurprogramma's.
De lichtaanstuurprogramma's variëren sterk, en zijn net als de verschillende soorten tafels gericht op verschillende soorten gebruikers. Er zijn programma's die de computer veranderen in een professionele lichttafel, terwijl er andere programma's zijn die hun werk meer op een manier doen die 'gewone' computergebruikers bekend is.
Om het stuursignaal uit te sturen zijn voor de professionele programma's vaak dure interfaces nodig, maar er zijn ook goedkope en opensource-interfaces beschikbaar.

## Bediening
Wie de tafel bedient is afhankelijk van het soort en de grootte van het evenement of de voorstelling.
Bij kleinere evenementen is de lichtontwerper over het algemeen ook de lichttechnicus, de programmeur en degene die achter de knoppen zit tijdens de voorstelling, soms vervult de regisseur ook de rol van lichtontwerper/licht-'operator'. Het kan zo zijn dat de licht-'operator' bij gebrek aan volgspotter die taak op zich neemt, maar dat is sterk af te raden omdat het moeilijk is om de taken te combineren.
Bij grotere evenementen is de lichtontwerper over het algemeen een specifiek lid van de crew. Als hij bekend is met de gebruikte tafel dan kan hij die programmeren, maar er kan ook een aparte persoon komen om de tafel te programmeren naar de wensen van de ontwerper. Tijdens het evenement is het weer afhankelijk van soort en hoelang het doorgaat.
Bij korte (of eenmalige) 'runs' zal de ontwerper of de programmeur zelf achter de knoppen blijven zitten.
Bij langere runs die niet veel veranderen blijft er iemand die de tafel kent (de 'operator', over het algemeen een ervaren lichttechnicus) bij de productie. Het evenement is vaak zo geprogrammeerd dat er alleen nog op tijd op de 'Go'-knop hoeft te worden gedrukt.
Bij langere runs die dynamischer zijn (zoals concert tours) toert de licht-ontwerper vaak mee (en maakt gewoon deel uit van de crew).

## Geschiedenis
Al heel lang wordt in theaters met verlichting gewerkt. Het begin van de lichttafel zou gezien kunnen worden in de komst van gaslampen die door middel van kranen aan- of uitgezet konden worden. Later kon men door de uitvinding van de gloeilamp elektrische lampen dimmen. Op dat moment ontstonden lichttafels die veel gelijkenis vertonen met de lichttafel zoals we ze nu kennen. Alle stuursignalen moesten afzonderlijk naar de dimmer- of lichteenheden gestuurd worden. Tegenwoordig  maakt de hoofdmoot van de lichttafels gebruik van het digitale DMX (Digital MultipleX), waardoor maar één of enkele stuurlijnen naar de verlichting nodig is.